# Prebenda
Una prebenda designa un benefici eclesiàstic, lligat amb un càrrec de canonge. Per extensió el terme va eixamplar-se a cada renda lligada a preu fet. El mot prebendat refereix a la persona que frueix d'una prebenda. A l'antic règim, era costum dels sobirans distribuir les prebendes als amics, parents i relacions polítiques. Era lícit atorgar prebendes a eclesiàstics que no havien d'exercir de fet el mandat. El mot va evolucionar vers 'ofici o ocupació lucrativa i de poca feina'.